# Bouxières-aux-Dames
Pour les articles homonymes, voir Bouxières.
Bouxières-aux-Dames est une commune française située dans le département de Meurthe-et-Moselle en région Grand Est. Ses habitants sont appelés les Bouxiérois.

## Géographie
L'ancien village est situé sur le flanc d'une colline, orientée sud-nord, qui surplombe le confluent de la Moselle et de la Meurthe à son nord-nord-ouest. Il se situe au nord-nord-est de Nancy, le long de l'autoroute A 31. Le village est divisé en cinq parties :
- le haut du village autour des restes de l'abbaye et de la pelouse, sur la partie sommitale de la colline ;
- le cœur du village autour de l'église et de la mairie ;
- le quartier récent des Nevaux sur le flanc nord de la colline ;
- le quartier des Noisetiers dans le vallon du ruisseau de l'étang de Merrey ;
- les zones le long de la Meurthe.

Bouxières-aux-Dames est un pôle urbain de l'Unité urbaine de Nancy.

### Hydrographie
La commune est dans le bassin versant du Rhin au sein du bassin Rhin-Meuse. Elle est drainée par la Meurthe et le ruisseau de l'Étang de Morey,.
La Meurthe, d'une longueur de 161 km, prend sa source dans la commune du Valtin et se jette  dans la Moselle à Pompey, après avoir traversé 53 communes. 

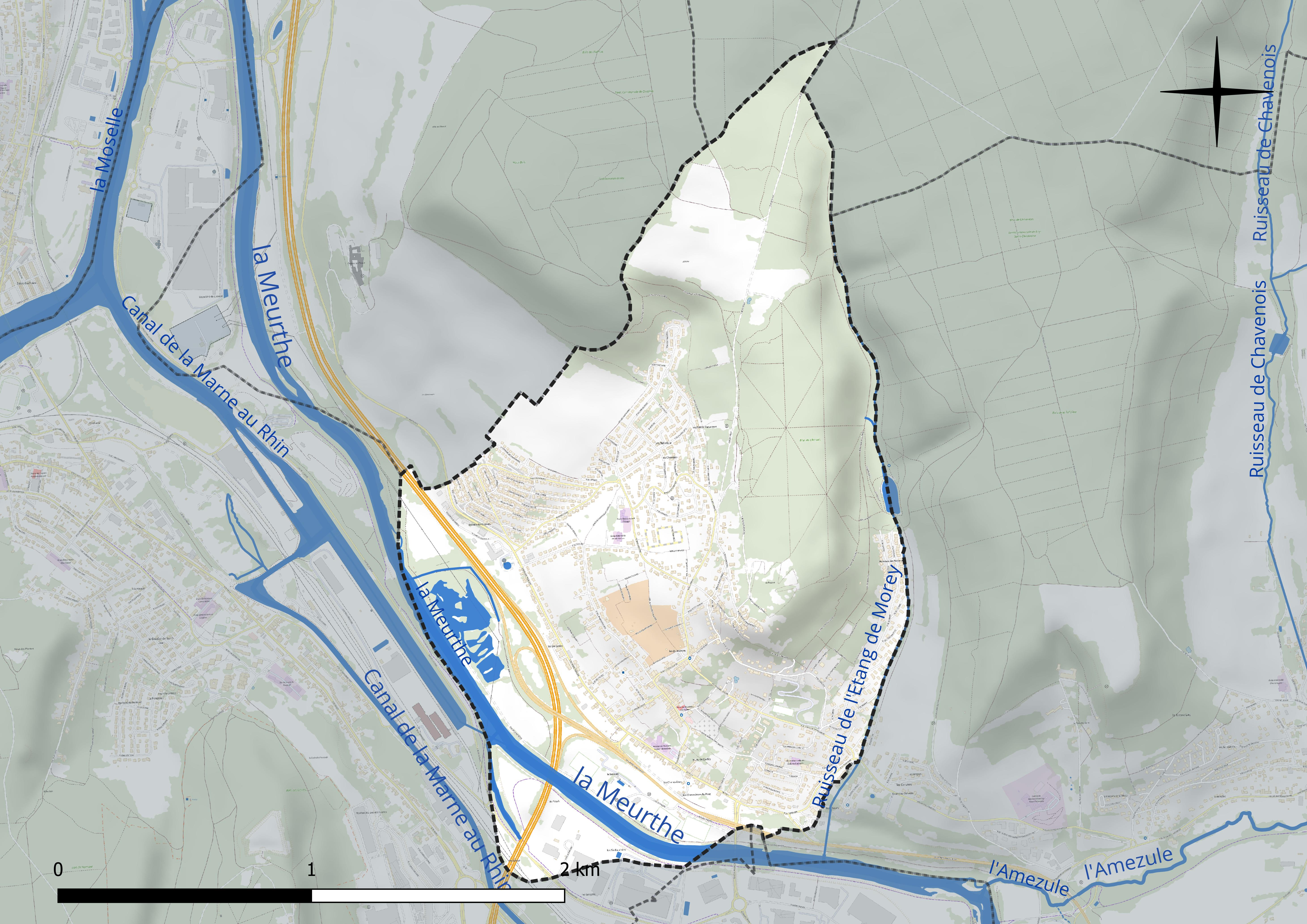
Réseau hydrographique de Bouxières-aux-Dames.

### Climat
Pour des articles plus généraux, voir Climat du Grand Est et Climat de Meurthe-et-Moselle.
En 2010, le climat de la commune est de type climat des marges montargnardes, selon une étude du Centre national de la recherche scientifique s'appuyant sur une série de données couvrant la période 1971-2000. En 2020, Météo-France publie une typologie des climats de la France métropolitaine dans laquelle la commune est exposée à un climat semi-continental et est dans la région climatique  Lorraine, plateau de Langres, Morvan, caractérisée par un hiver rude (1,5 °C), des vents modérés et des brouillards fréquents en automne et hiver. 
Pour la période 1971-2000, la température annuelle moyenne est de 9,7 °C, avec une amplitude thermique annuelle de 17,2 °C. Le cumul annuel moyen de précipitations est de 836 mm, avec 12,3 jours de précipitations en janvier et 9,6 jours en juillet. Pour la période 1991-2020, la température moyenne annuelle observée sur la station météorologique de Météo-France la plus proche, « Nancy-Essey », sur la commune de Tomblaine à 9 km à vol d'oiseau, est de 11,0 °C et le cumul annuel moyen de précipitations est de 746,3 mm. 
La température maximale relevée sur cette station est de 40,1 °C, atteinte le 24 juillet 2019 ; la température minimale est de −24,8 °C, atteinte le 21 février 1956,,. 
Les paramètres climatiques de la commune ont été estimés pour le milieu du siècle (2041-2070) selon différents scénarios d'émission de gaz à effet de serre à partir des nouvelles projections climatiques de référence DRIAS-2020. Ils sont consultables sur un site dédié publié par Météo-France en novembre 2022.

## Urbanisme

### Typologie
Au 1er janvier 2024, Bouxières-aux-Dames est catégorisée ceinture urbaine, selon la nouvelle grille communale de densité à sept niveaux définie par l'Insee en 2022.
Elle appartient à l'unité urbaine de Nancy, une agglomération intra-départementale regroupant 28  communes, dont elle est une commune de la banlieue,,. Par ailleurs la commune fait partie de l'aire d'attraction de Nancy, dont elle est une commune de la couronne,. Cette aire, qui regroupe 353 communes, est catégorisée dans les aires de 200 000 à moins de 700 000 habitants,.

### Occupation des sols
L'occupation des sols de la commune, telle qu'elle ressort de la base de données européenne d’occupation biophysique des sols Corine Land Cover (CLC), est marquée par l'importance des territoires artificialisés (54,8 % en 2018), en augmentation par rapport à 1990 (52,1 %). La répartition détaillée en 2018 est la suivante : 
zones urbanisées (40,2 %), forêts (28 %), terres arables (10,3 %), zones industrielles ou commerciales et réseaux de communication (9 %), espaces verts artificialisés, non agricoles (5,7 %), eaux continentales (4,9 %), prairies (2,1 %). L'évolution de l’occupation des sols de la commune et de ses infrastructures peut être observée sur les différentes représentations cartographiques du territoire : la carte de Cassini (XVIIIe siècle), la carte d'état-major (1820-1866) et les cartes ou photos aériennes de l'IGN pour la période actuelle (1950 à aujourd'hui).

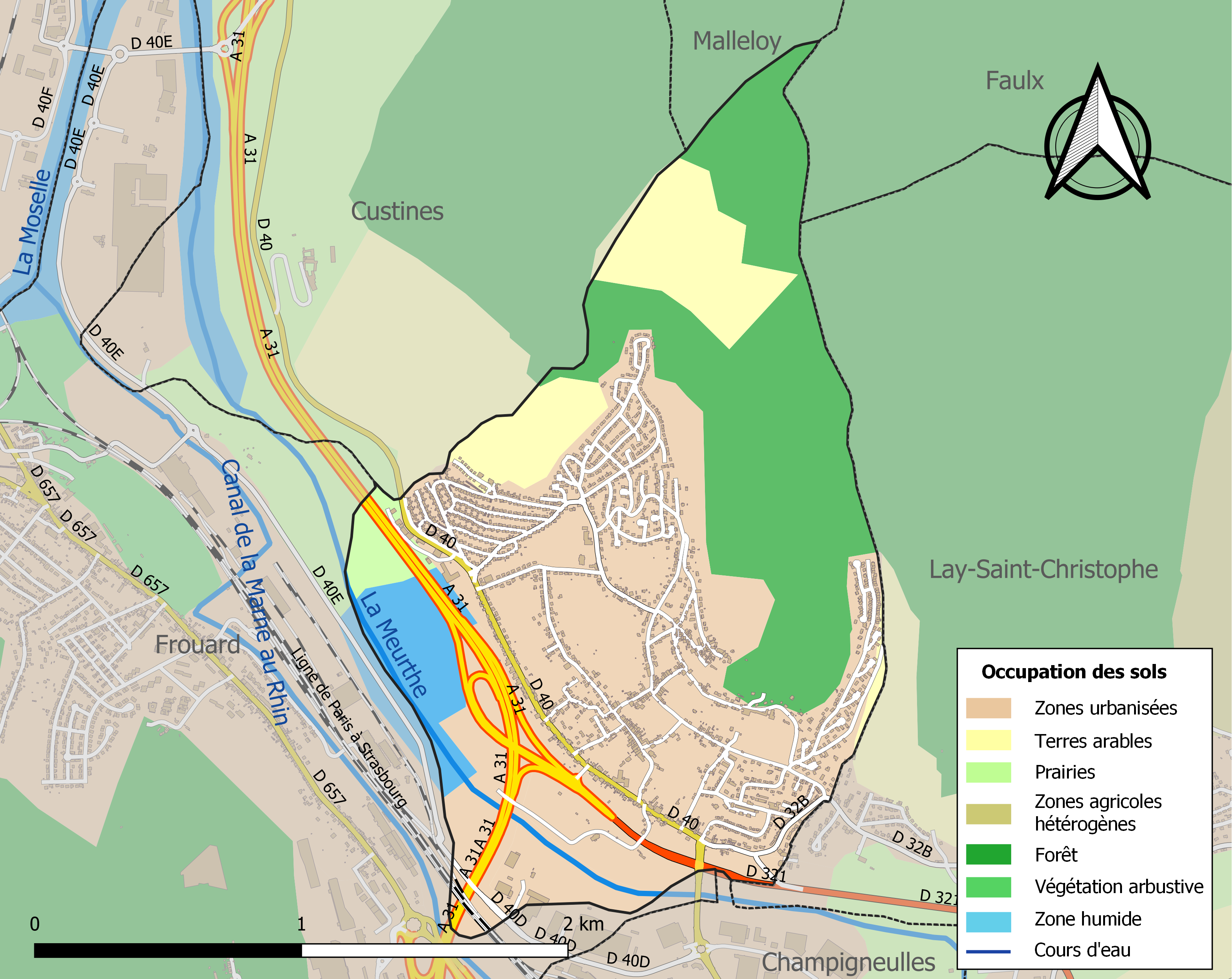
Carte des infrastructures et de l'occupation des sols de la commune en 2018 (CLC).

## Toponymie
Le nom de la localité est attesté sous les formes Villa Buxarius in pago Calvomontense (770), Buxarie, Buxerie super fluvium Mertuum (932), Bosseria (1070), Bosherie (1164), Bosseres (1188), Boissiers-as-Nonains (1238), Buxières-ad-Dames (1340), Bourcières-aux-Dames (1471).
- Le nom de Bouxières est issu du bas latin buxaria (de buxus « buis »), avec le suffixe -aria. Il désignait donc un lieu planté de buis[17].
- Le déterminant complémentaire -aux-dames s'explique par la présence de nones (nonains) qui vivaient en communauté aux environs de 1238, d'où la forme ancienne de l'époque Boissiers-as-Nonains.

## Histoire

### Époque romaine

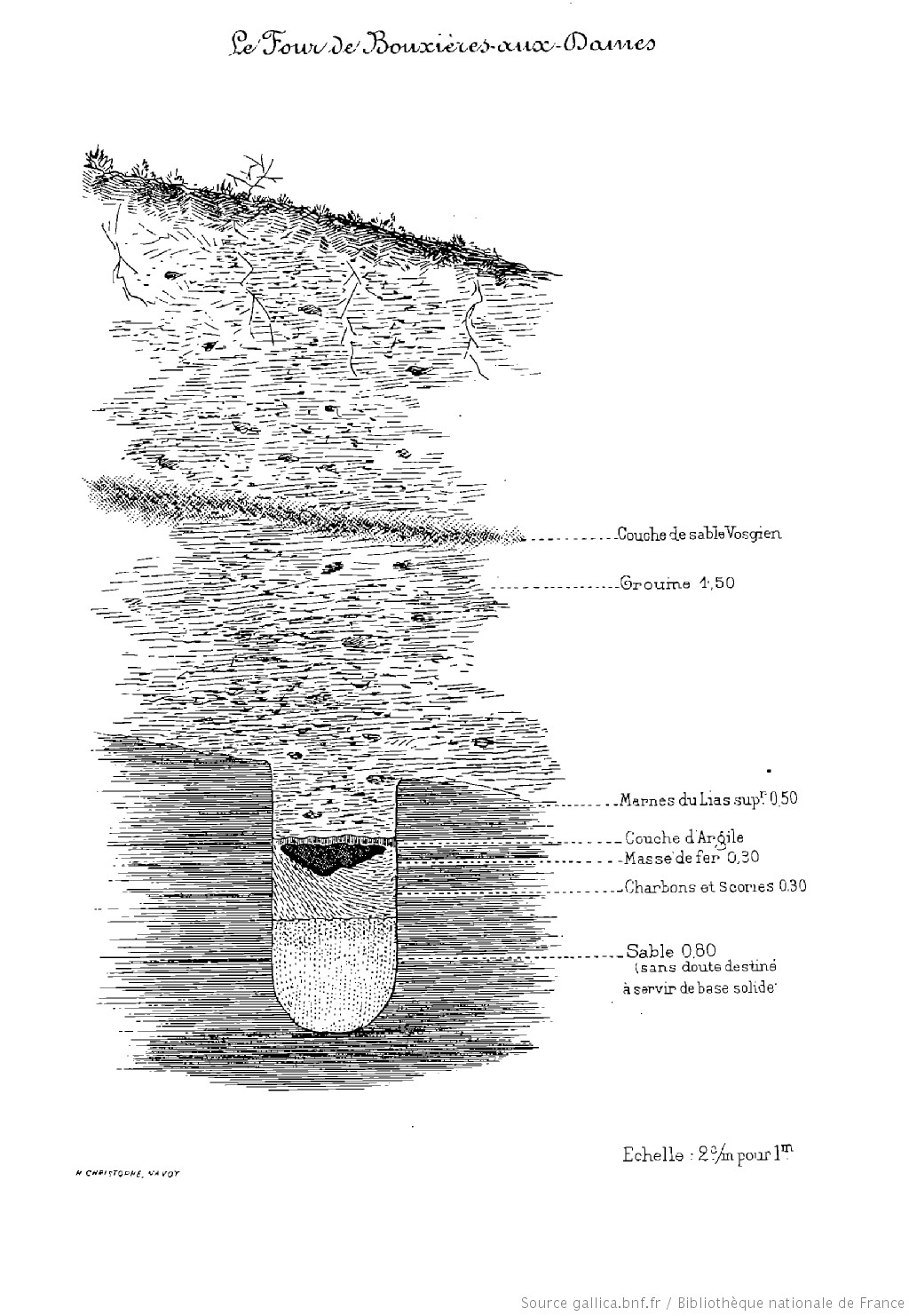
Le four de Bouxières aux Dames.

On a trouvé sur la route qui va vers Lay-Saint-Christophe des traces d'un four provenant d'un établissement métallurgique gallo-romain dont un gros bloc de fer pesant 600 kg, (voir figure). Trois villas gallo-romaines ont été identifiées : l'une (villa ouest) à l'emplacement de la maison communale actuelle (ancien presbytère), une autre (villa est) près de l'Étang de Merrey, une troisième (villa nord) au lieu-dit les Narvannes qui est aujourd'hui sur le territoire communal de Custines.

### L'abbaye

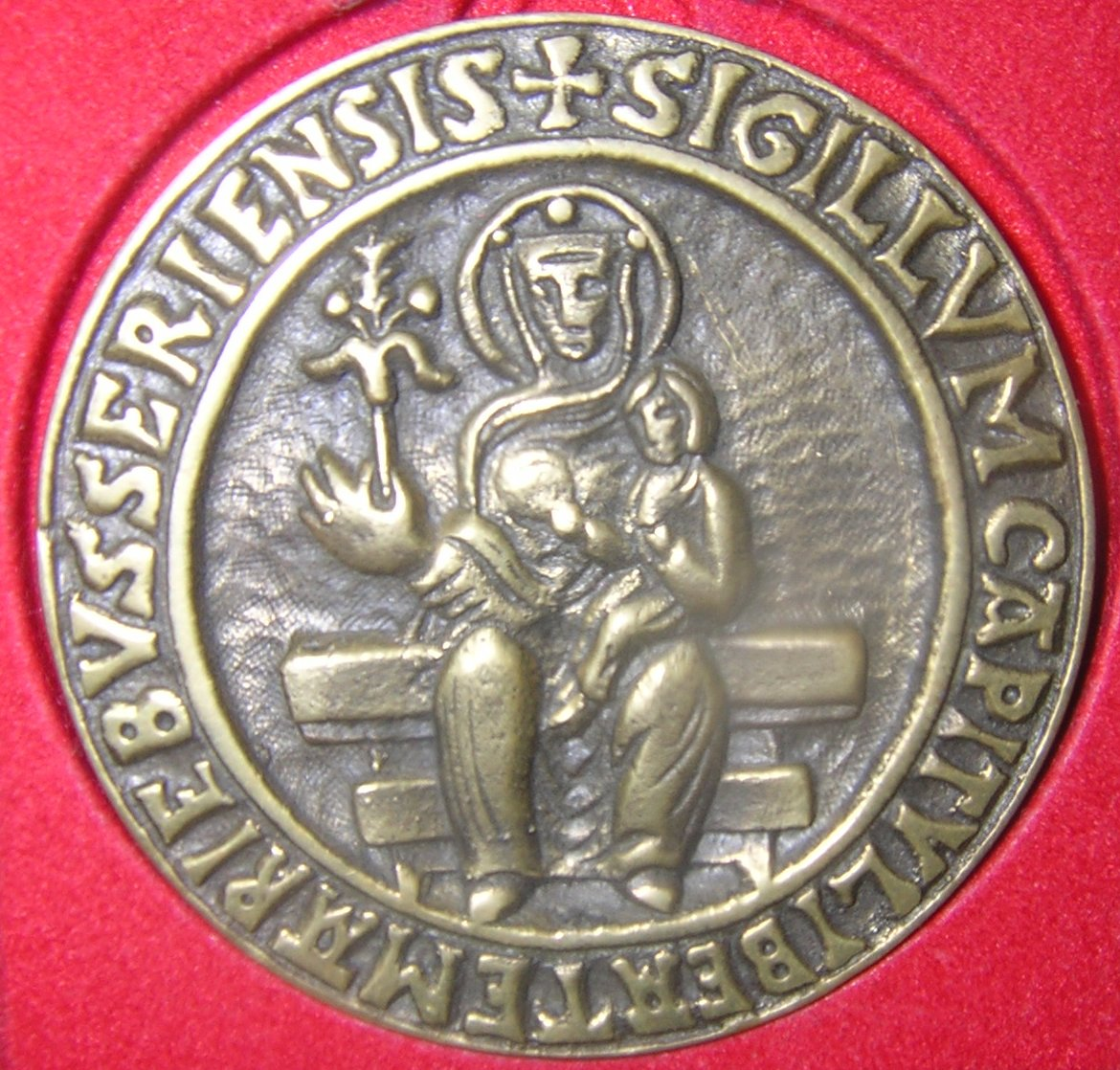
Copie en bronze du sceau de l'abbaye de Bouxières-aux-Dames.

La seconde partie du nom de la commune vient de son abbaye de chanoinesses ou « dames », fondée par saint Gauzelin. Issu d'une noble famille franque, il était notaire de la chancellerie royale quand le roi Charles le Simple le désigna comme évêque de Toul. À la suite d'une visite à l'abbaye de Fleury à Saint-Benoît-sur-Loire il fonda en Lorraine le monastère masculin de Saint-Epvre et l'abbaye de bénédictines de Bouxières-aux-Dames en 936. Il a vécu dans la pauvreté et est mort en 962. Une légende dit qu'un sanglier apparut à un de ses frères lui indiquant où fonder l'abbaye, une autre, décrite dans une peinture de l'église, qu'une biche blanche apparut à saint Gauzelin.
Au XVe siècle l'abbaye est transformée en chapitre de chanoinesses, l'un des quatre chapitres nobles de Lorraine ; les chanoinesses doivent avoir huit quartiers de noblesse,. Le trésor de l'abbaye se trouve à la cathédrale de Nancy. Il comporte en particulier cinq objets un calice, une patène, un évangéliaire recouvert d’une reliure d’orfèvrerie, un anneau de prélat et un peigne d’ivoire. Quelques rares restes lapidaires sont visibles sur le sommet de la colline dans la rue des chanoinesses. L'abbaye a persisté jusqu'en 1787, date à laquelle les chanoinesses s'installèrent à Nancy près de Bonsecours. L'abbaye a été détruite après la Révolution et les pierres ont été réutilisées pour la construction de plusieurs maisons.

### La bataille de Nancy
Un autre événement important dans l'histoire du bourg est celui de la bataille de Nancy, le 5 janvier 1477, où, avec ses mercenaires, le condottiere Campo Basso qui a trahi Charles le Téméraire massacre le lendemain de la bataille, 6 janvier 1477, sur le pont de Bouxières, les restes de l'armée du duc de Bourgogne en fuite vers Metz en voulant gagner les rives droites de la Meurthe puis de la Moselle. Il y eut 600 (six cents) morts parmi les Bourguignons. Le duc de Bourgogne y perdit autant d'hommes qu'à la bataille de Bonsecours. Il y eut de nombreux cadavres de Bourguignons dans la Meurthe gelée et près du pont. Cette scène où l'on voit le pont et l'élimination des Bourguignons est représentée sur une gravure de la Nancéide.

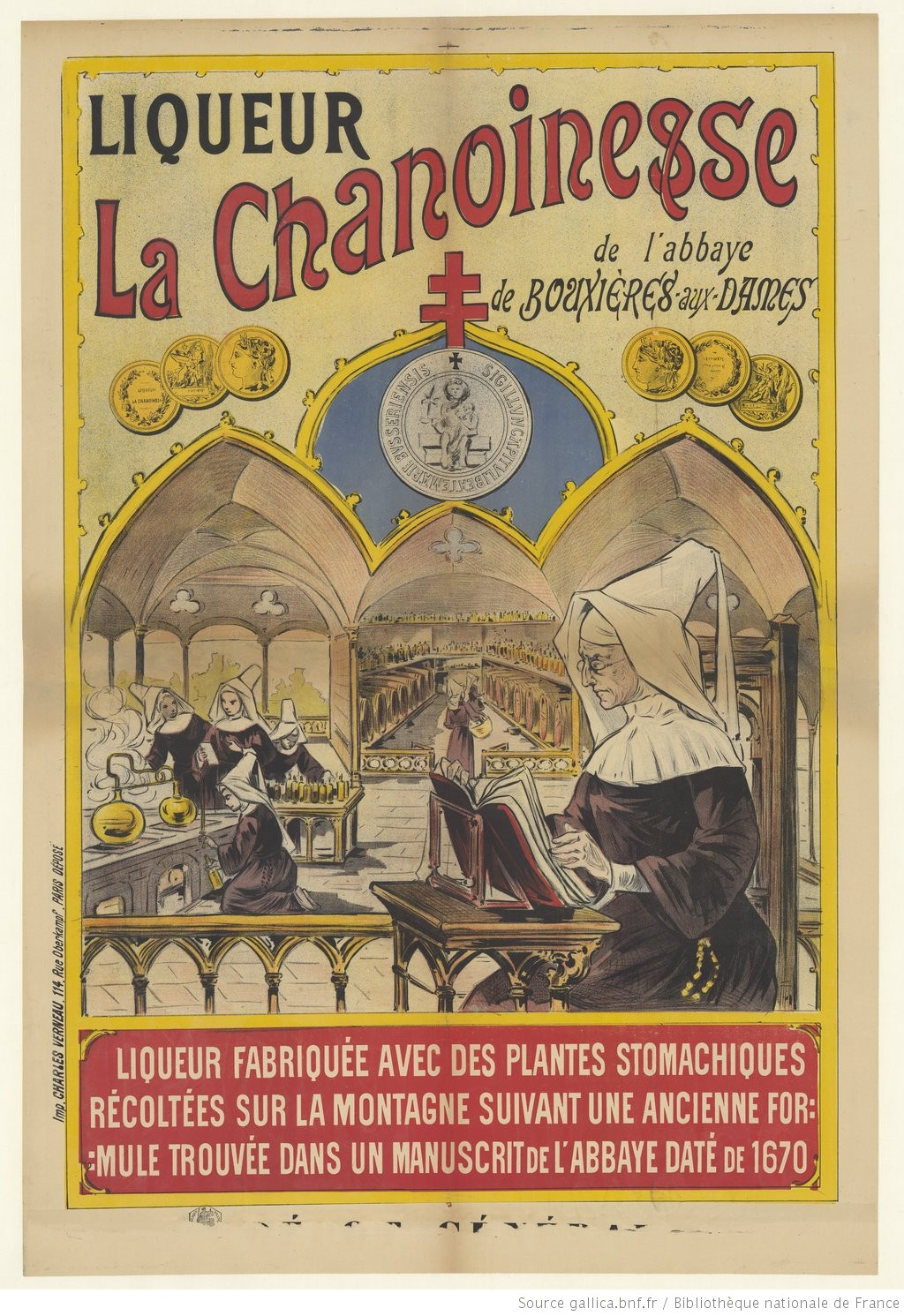
Une affiche de publicité pour la liqueur de Bouxières-aux-Dames.

### Époque moderne
En 1793, la commune prend le nom révolutionnaire de Bouxières-au-Mont. Elle retrouvera son nom actuel après la Révolution française.
En 1821 la commune comptait 468 habitants, 100 ménages et 80 habitations. Ses 322 hectares étaient cultivés en vignes pour 123, en labours pour 102, en prairies pour 41, et en bois pour 25. Elle possédait deux moulins et une carrière de moellons.
Une liqueur est commercialisée sous le nom de La Chanoinesse de l'abbaye de Bouxières-aux-Dames  ou simplement La Chanoinesse et dont la publicité est : « Liqueur fabriquée avec des plantes stomachiques récoltées sur la montagne suivant une ancienne formule trouvée dans un manuscrit de l'abbaye daté de 1670. »
Entre 1860 et 1932, une mine de fer et une scierie industrielle  sont exploitées.
En 1914, la bataille du Grand-Couronné (4-13 septembre 1914) se passe dans les environs de la commune.
En 1945, des « apparitions » de la Vierge  défrayent la chronique et divisent les paroissiens du village.

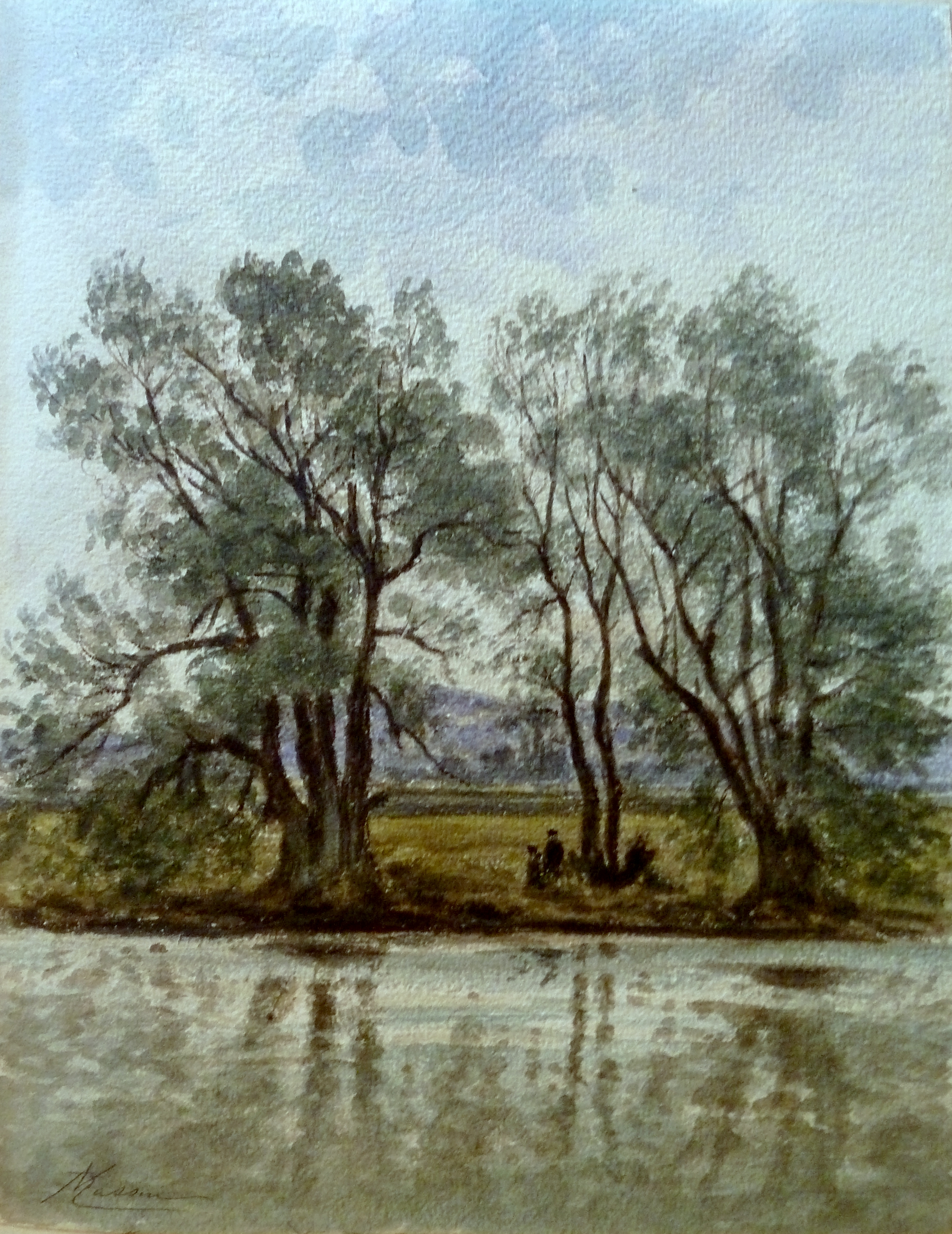
Bouxières-aux-Dames, par Victor Masson, Collection particulière

Plusieurs lotissements sont mis en chantier dans les années 1970, la population communale double en 10 ans.  Le 25 juin 1995, un arrêt du Conseil d'État précisant le droit de préemption des communes et condamnant la commune de Bouxières-aux-Dames fera jurisprudence. Il stipule que lorsqu'une même unité foncière se trouve partiellement située dans une zone de préemption, le droit de préemption ne peut être exercé sur aucune fraction de cette unité foncière.  Cette décision a conduit à une modification de la loi, autorisant la préemption partielle sous certaines conditions.

## Politique et administration

### Rattachements administratifs et électoraux
En 1793, Bouxières fait partie du canton de Custines, qui est absorbé en 1801 par le canton de Nancy-Est. En 1997, la commune est rattachée au canton de Malzéville.

## Population et société

### Démographie
L'évolution du nombre d'habitants est connue à travers les recensements de la population effectués dans la commune depuis 1793. Pour les communes de moins de 10 000 habitants, une enquête de recensement portant sur toute la population est réalisée tous les cinq ans, les populations de référence des années intermédiaires étant quant à elles estimées par interpolation ou extrapolation. Pour la commune, le premier recensement exhaustif entrant dans le cadre du nouveau dispositif a été réalisé en 2006.

En 2022, la commune comptait 4 122 habitants, en évolution de −2,39 % par rapport à 2016 (Meurthe-et-Moselle : −0,13 %, France hors Mayotte : +2,11 %).
| 1793 | 1800 | 1806 | 1821 | 1831 | 1836 | 1841 | 1846 | 1851 |
| ---- | ---- | ---- | ---- | ---- | ---- | ---- | ---- | ---- |
| 412  | 488  | 458  | 468  | 506  | 507  | 483  | 525  | 534  |

| 1856 | 1861 | 1872 | 1876 | 1881 | 1886 | 1891 | 1896 | 1901  |
| ---- | ---- | ---- | ---- | ---- | ---- | ---- | ---- | ----- |
| 509  | 552  | 632  | 918  | 857  | 743  | 864  | 883  | 1 060 |

| 1906  | 1911  | 1921  | 1926  | 1931  | 1936  | 1946  | 1954  | 1962  |
| ----- | ----- | ----- | ----- | ----- | ----- | ----- | ----- | ----- |
| 1 122 | 1 234 | 1 301 | 1 274 | 1 258 | 1 202 | 1 241 | 1 428 | 1 816 |

| 1968  | 1975  | 1982  | 1990  | 1999  | 2006  | 2011  | 2016  | 2021  |
| ----- | ----- | ----- | ----- | ----- | ----- | ----- | ----- | ----- |
| 2 317 | 4 021 | 4 817 | 4 392 | 4 124 | 4 035 | 4 171 | 4 223 | 4 134 |

| 2022  | - | - | - | - | - | - | - | - |
| ----- | - | - | - | - | - | - | - | - |
| 4 122 | - | - | - | - | - | - | - | - |

## Culture locale et patrimoine

### Lieux et monuments

#### Édifices civils
- Nombreux vestiges gallo-romains et mérovingiens découverts au XIXe siècle près de l'église.
- Domaine dit les Tilles fin XVe siècle, 4 rue des 3-Frères-Lièvre, objet d'une inscription au titre des monuments historiques par arrêté du 24 décembre 1991 pour son jardin d'agrément, salon et décor intérieur[51].
- La rue des Chanoinesses où se trouvaient les hôtels particuliers des chanoinesses. Dans un jardin, on trouve encore une partie d'arche gothique.
- Le pont de Bouxières lié à la bataille de Nancy n'est plus le pont d'origine (en pierre de taille à quatre arches), qui a été détruit lors de la libération de Bouxières en septembre 1944. Le pont, reconstruit après la Seconde Guerre mondiale, a lui-même été détruit et un nouveau pont a été reconstruit lors de la rectification du tracé de la Meurthe et de la construction de la rocade.
- La pelouse est un site arboré de tilleuls plantés au XVIIIe situé sur le sommet de la colline, c'est un lieu de détente avec une belle vue sur le confluent de la Moselle et de la Meurthe.
- Le château du comte de Frawenberg, aujourd'hui site de la maison d'enfants de Clairjoie.
- Ancienne école catholique Notre-Dame, construite en 1900.
- Étang de Merrey.

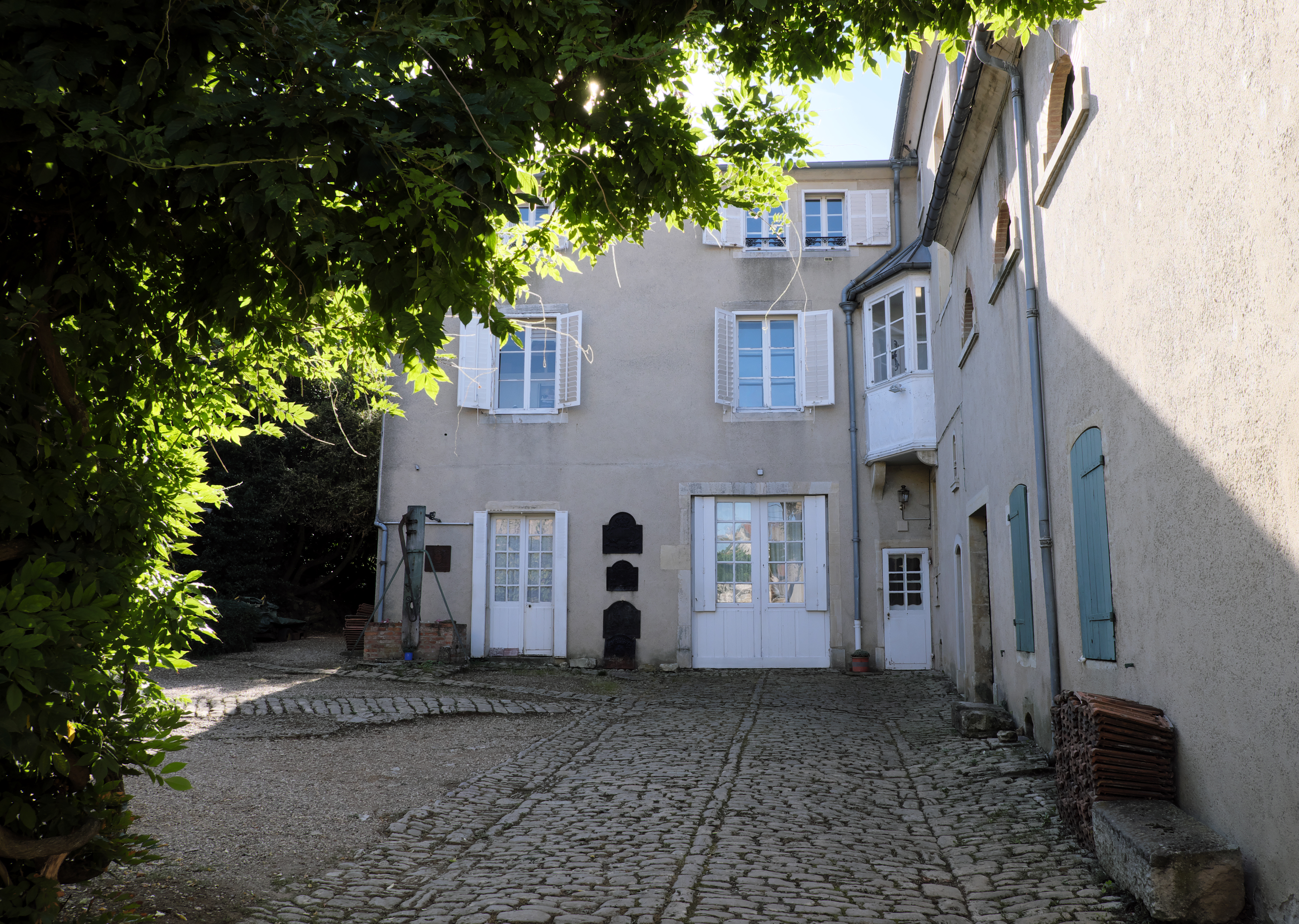
Domaine les Tilles.
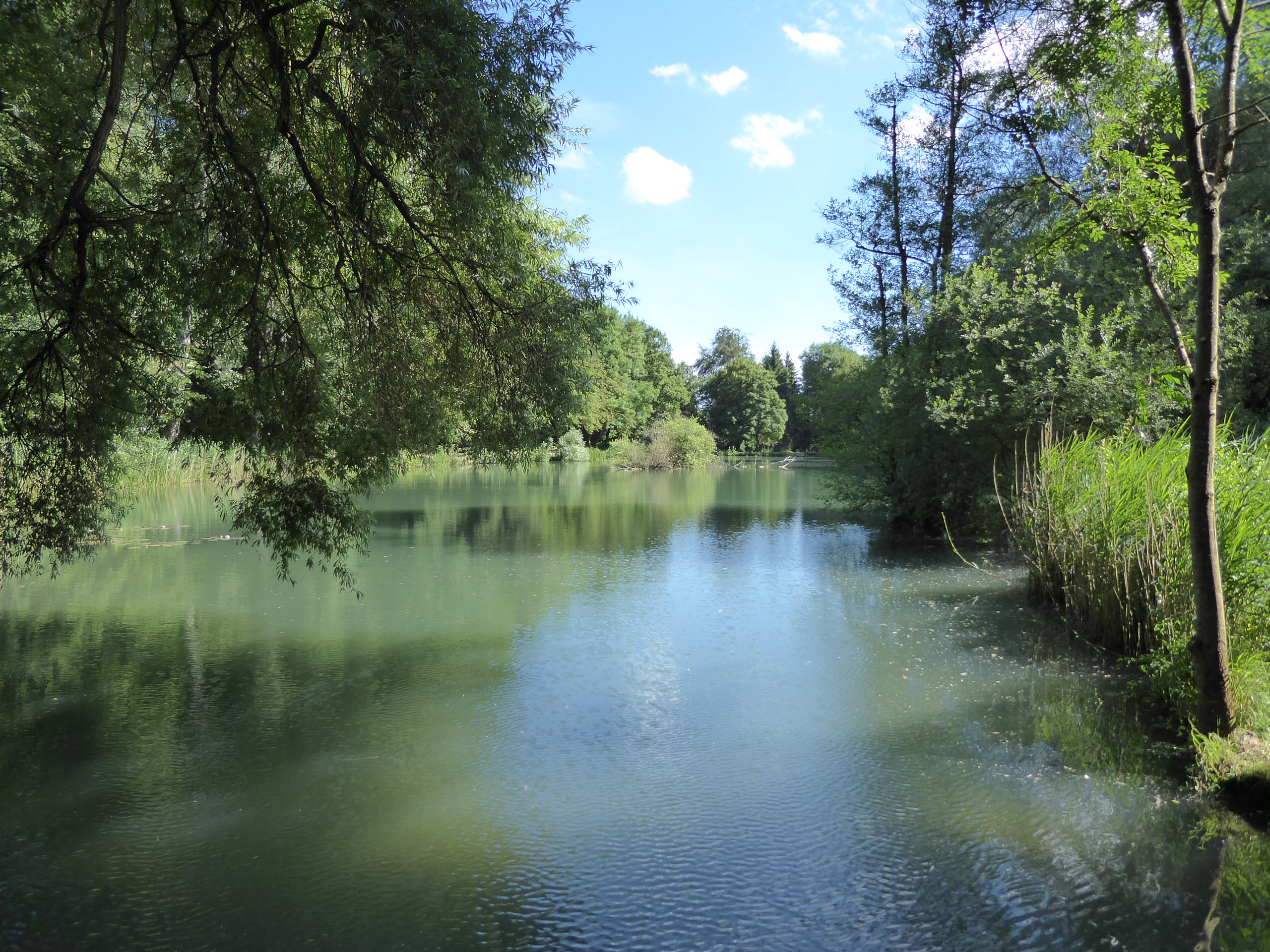
Étang de Merrey.

#### Édifices religieux
- Église Saint-Martin XVe siècle, remaniée : nef et chevet XVe siècle. Le chœur gothique comporte de belles fresques du XVe siècle, qui viennent d'être restaurées[52]. Le chœur abritant les peintures murales en totalité ; les façades et la toiture de l'église, à l'exception de la sacristie sont inscrits au titre des monuments historiques par arrêté du 25 juin 2015[53].
- Chapelle Saint-Gauzelin, se trouve dans une rue sous la colline.
- Chapelle Saint-Antoine.
- Ruines transformées de l'ancienne abbaye de Bouxières fondée par l'évêque de Toul Gauzelin au Xe siècle.

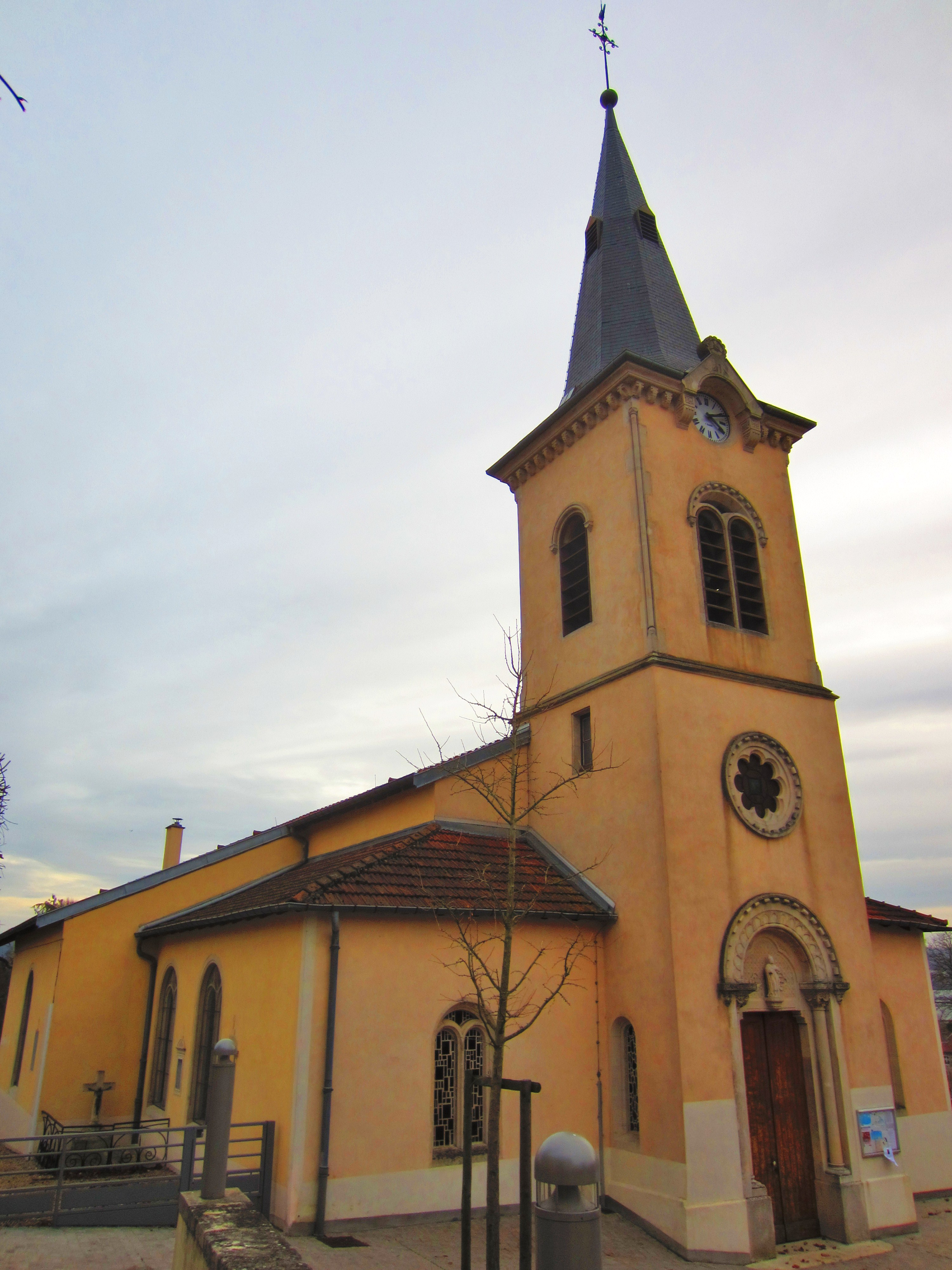
Église Saint-Martin.
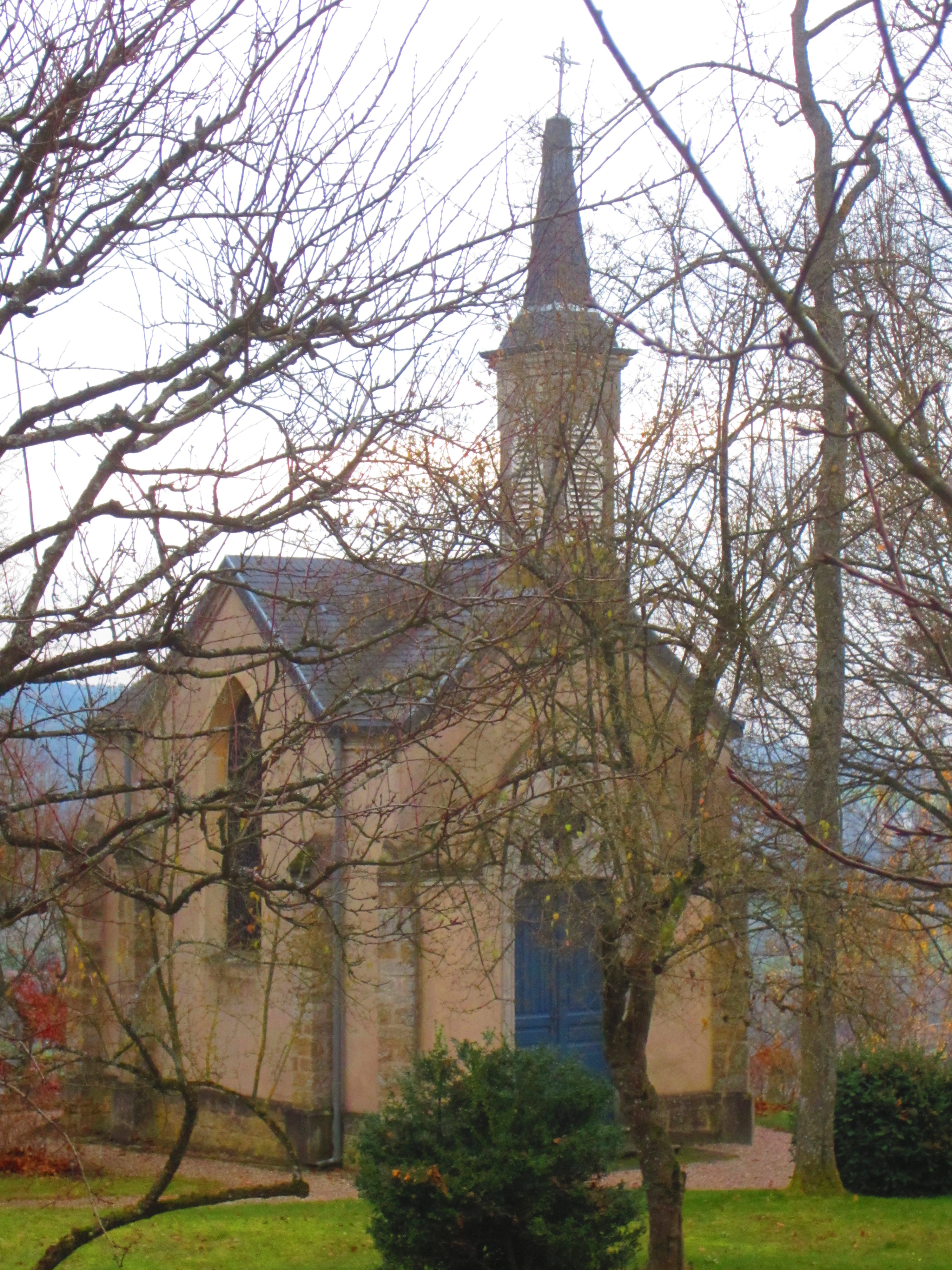
Chapelle Saint-Gauzelin.
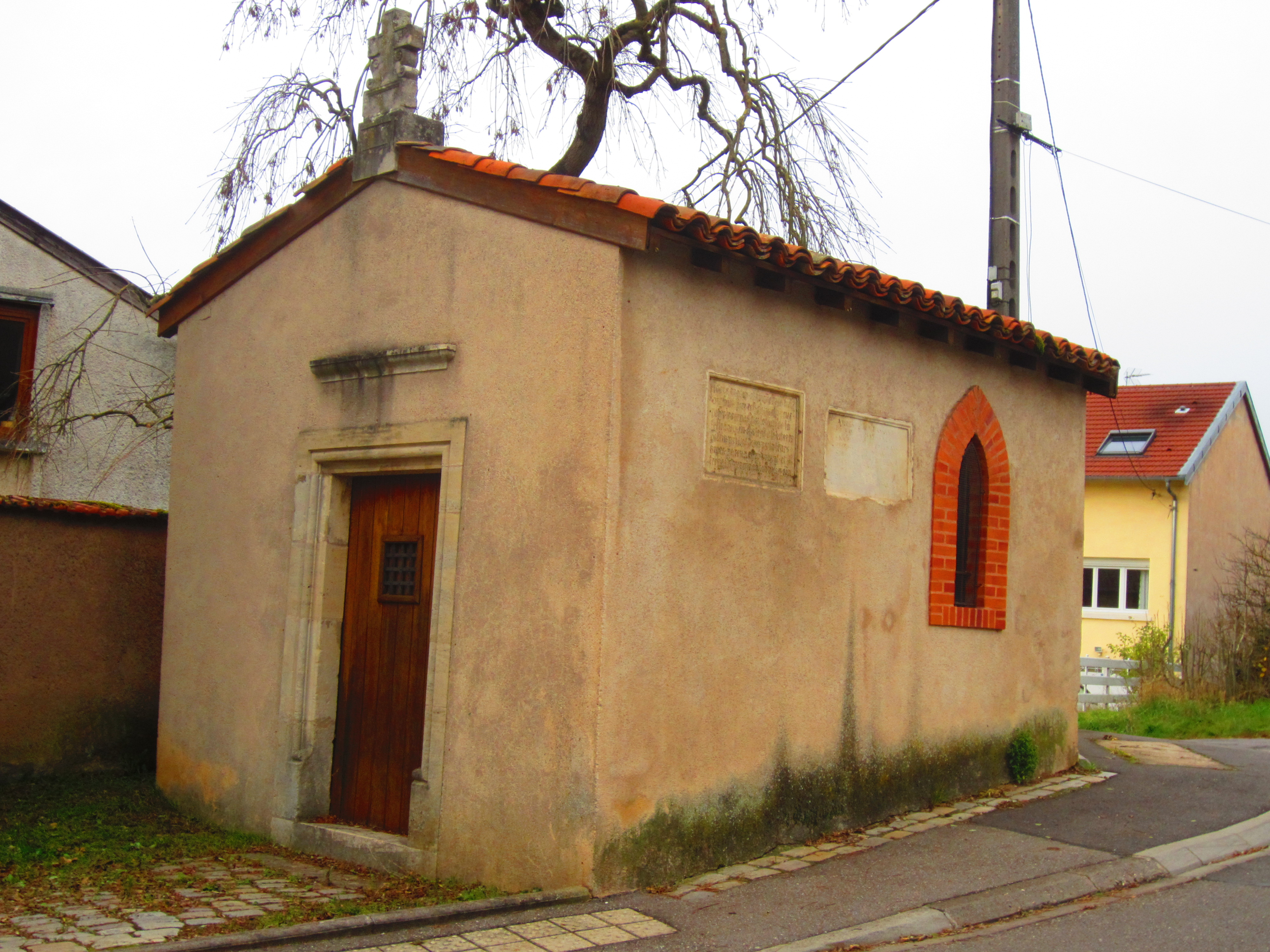
Chapelle Saint-Antoine.
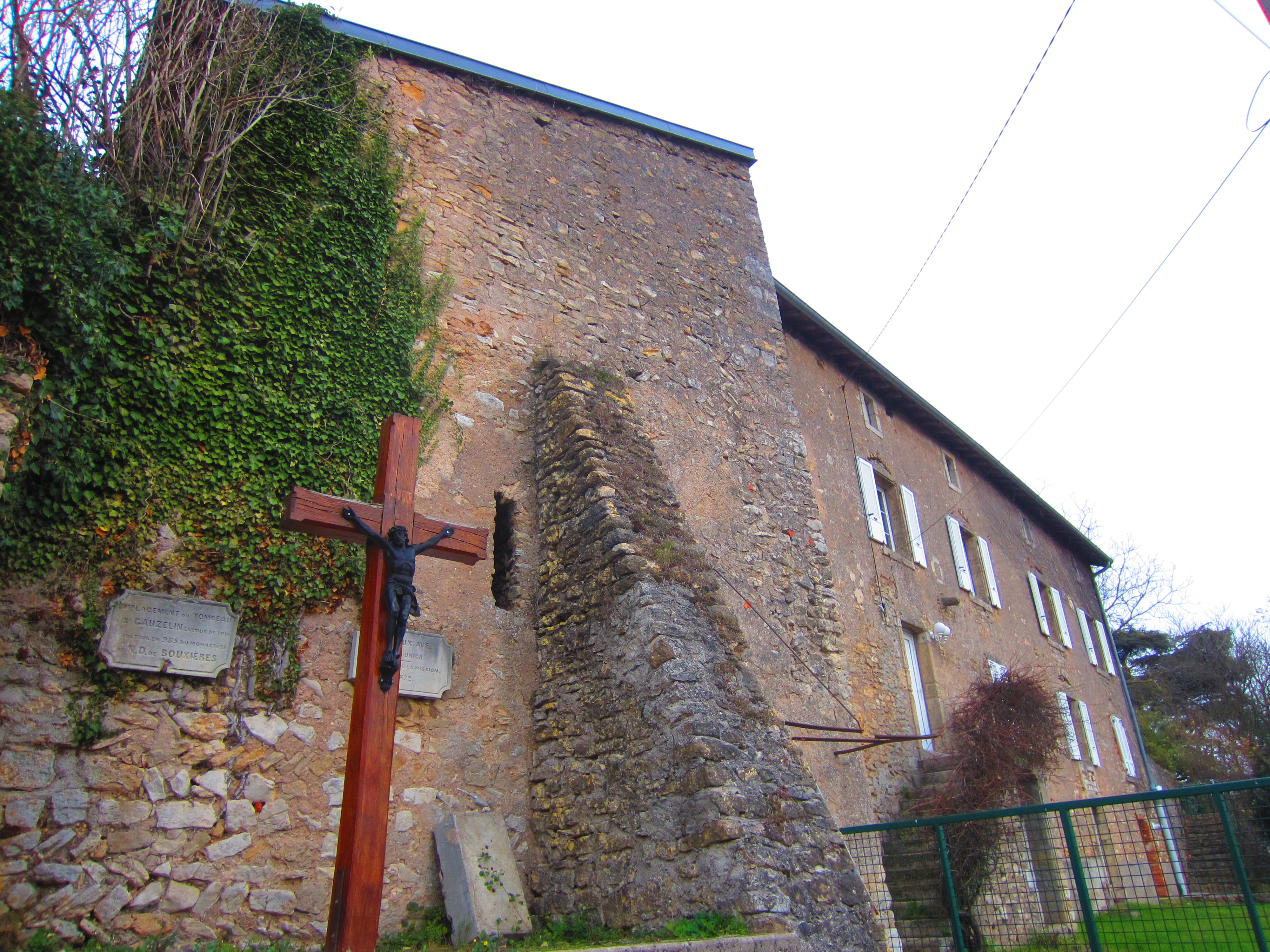
Crypte où aurait été Saint Gauzelin, reste de l'ancienne abbaye.
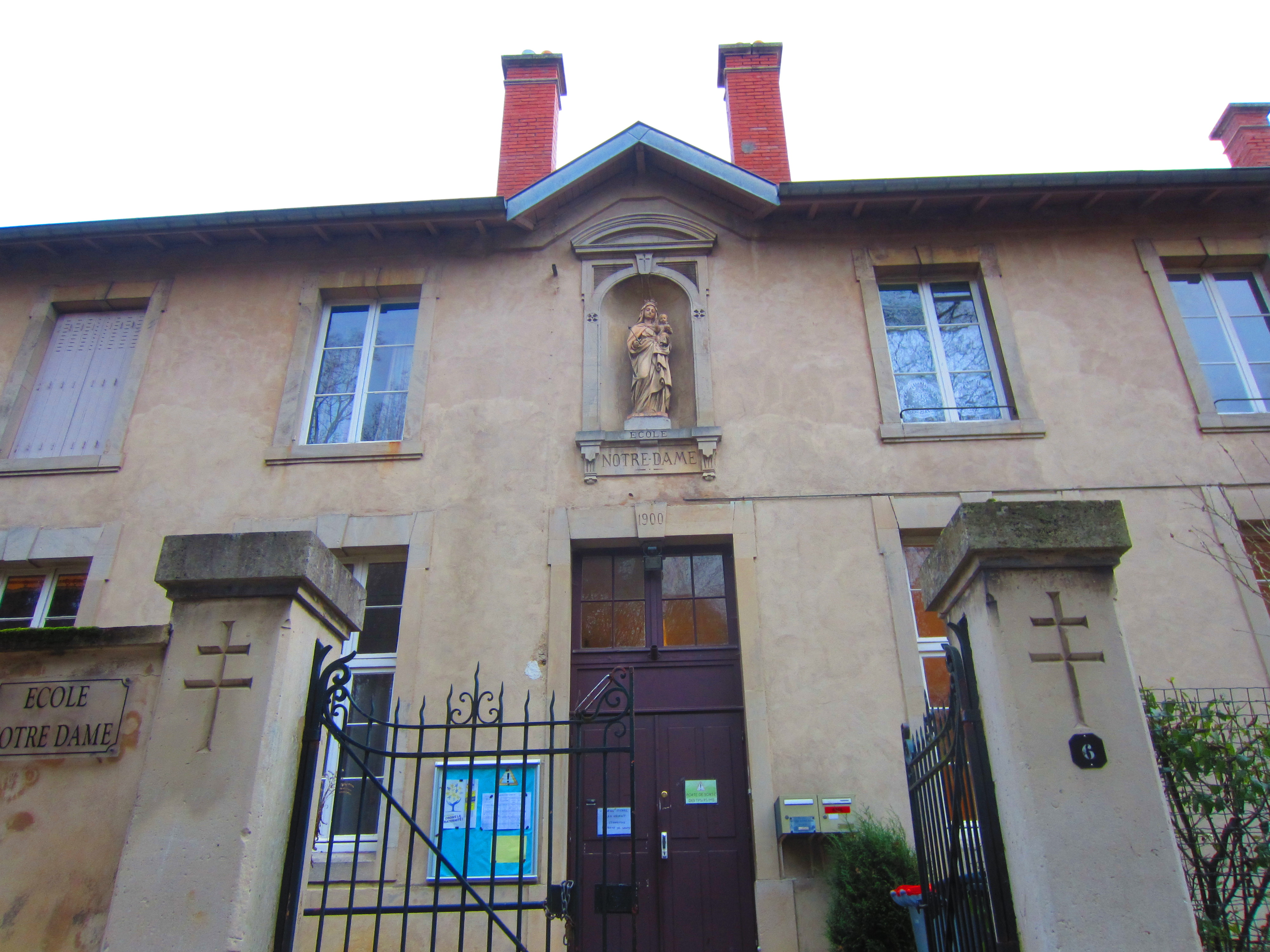
Ancienne école catholique Notre-Dame.
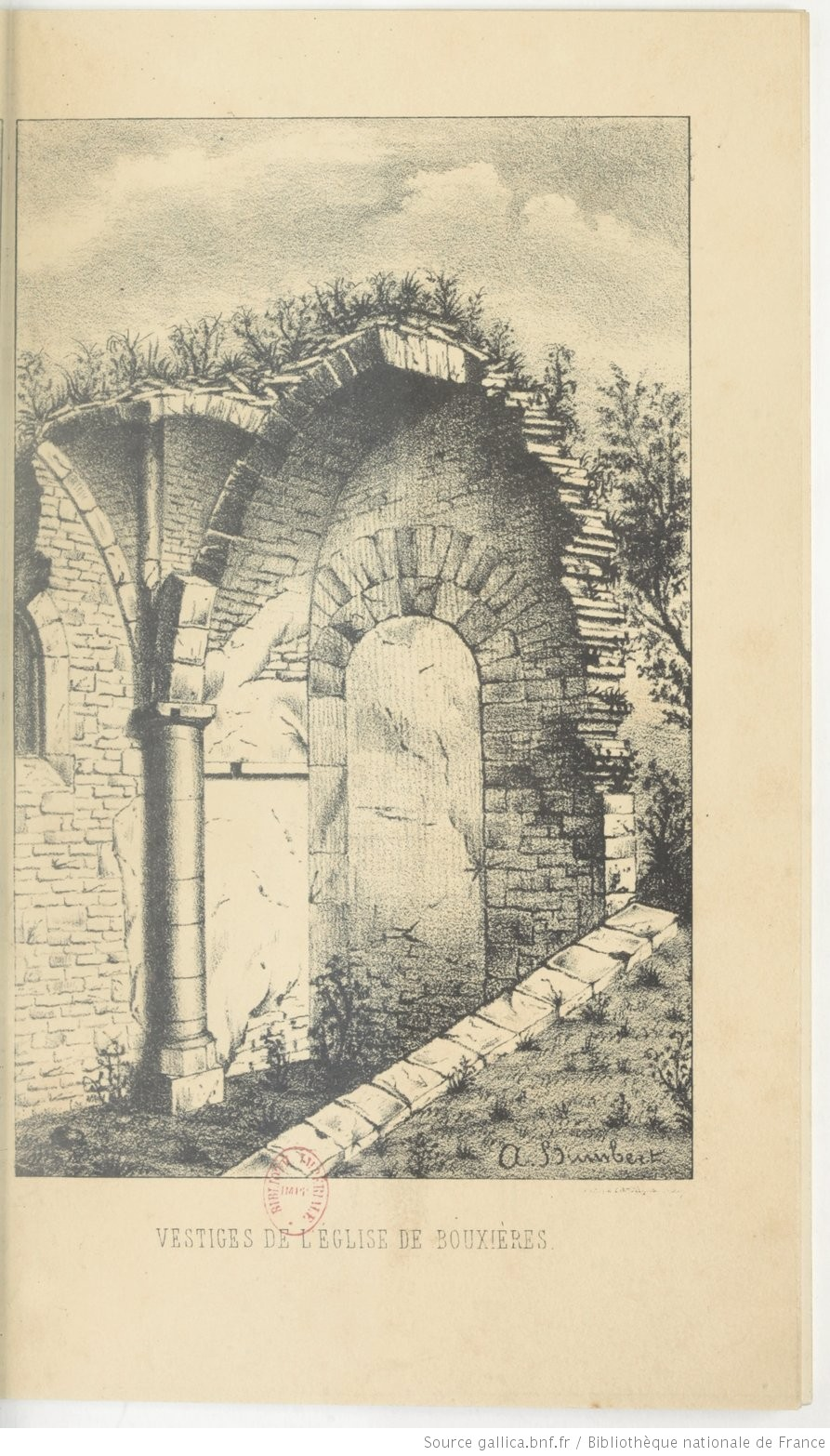
Arche de l'abbaye.
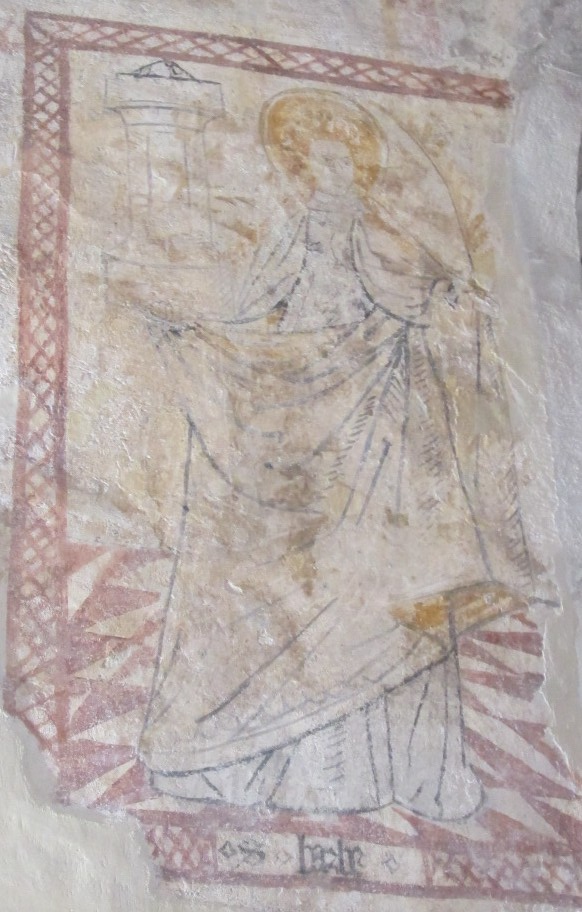
Fresque de sainte Barbe (église Saint-Martin).
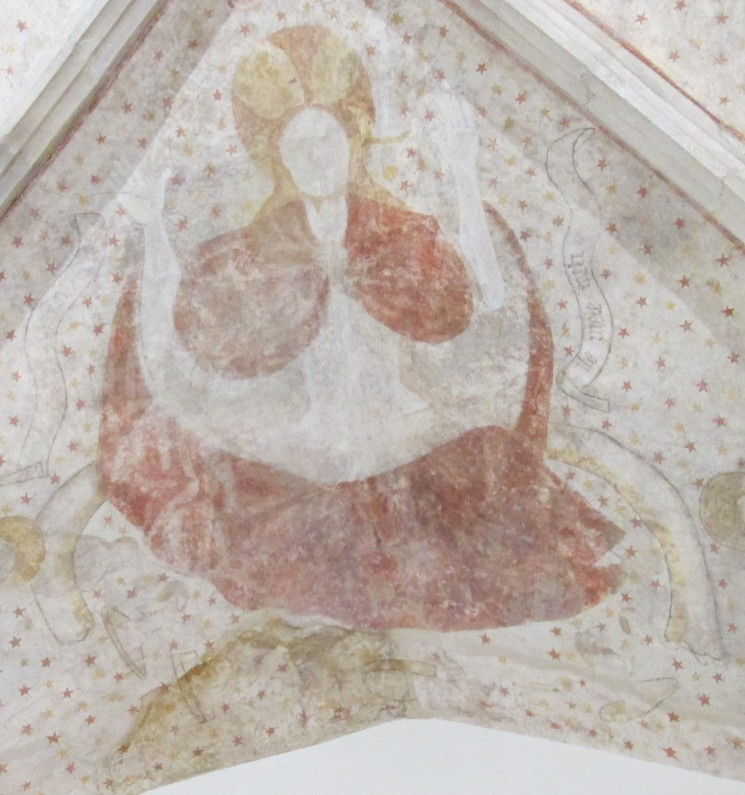
Fresque de Christ en gloire (église Saint-Martin).

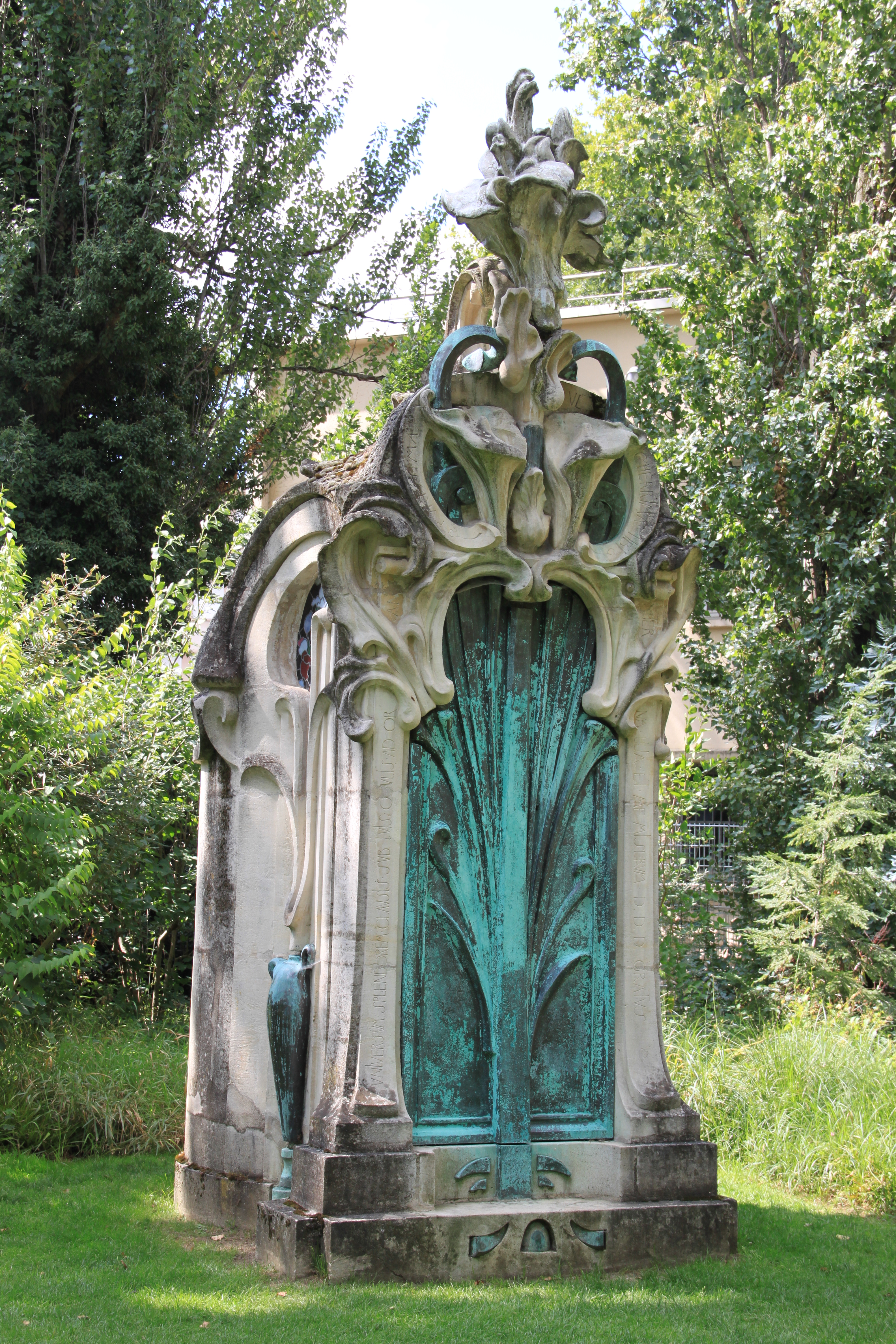
Monument funéraire de l'épouse de Jules Rais, École de Nancy.

### Personnalités liées à la commune

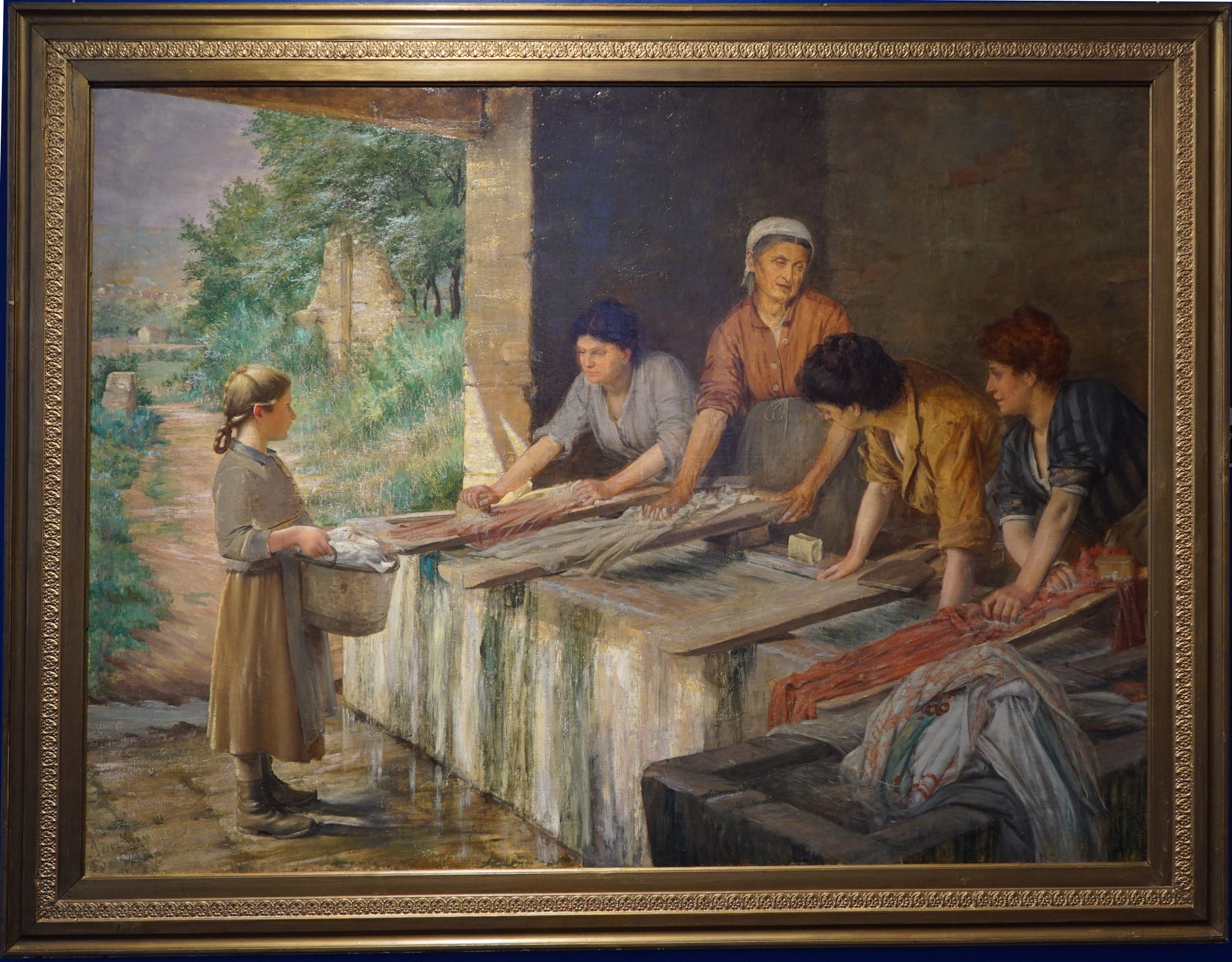
Antoine Vierling : Au lavoir

- Louis Guingot a vécu et est inhumé à Bouxières-aux-Dames.
- Georgette Vierling est née à Bouxières-aux-Dames le 11 juillet 1873. Fille du peintre nancéien Antoine Vierling et élève de son père, elle a exposé ses peintures au Salon des Artistes Lorrains de 1892 à 1896. Mariée à l'écrivain Jules Cahen dit Jules Nathan et dit aussi Jules Rais, le 27 juillet 1897, elle est décédée le 21 mai 1899 à Paris (VIIe)[54]. Son mari lui fera construire un monument funéraire[Note 11], considéré comme l'un des premiers dans le style « Art nouveau ».
- Antoine Vierling[55] (1842, 1917), peintre et professeur de dessin, avait une maison de campagne à Bouxières-aux-Dames. Il fut exposé au Salon de Nancy, au Salon de Paris ainsi qu'au Salon de Remiremont. Il a peint Près Bouxières, un tableau exposé au Salon des Artistes Lorrains de 1874, Un ruisseau sous bois (Bouxières-aux-Dames), Coucher de soleil (Bouxières-aux-Dames), La mare aux hérons (Bouxières-aux-Dames), exposés en 1876 et Coin de Bouxières-aux-Dames, un tableau également exposé au Salon des Artistes Lorrains de 1911.

### Héraldique
- La commune de Bouxières-aux-Dames possède un blason dont la définition est « de gueules à la croix de Lorraine d'or issante de la pointe et du chef, chargée en abîme d'un carré posé en losange d'azur chargé du sceau d'argent du chapitre des Dames Chanoinesses de Bouxières ».
- L'abbaye de Bouxières possédait un blason : « d'or et à la fasce d'argent au chef d'azur »[56].

Blason de la ville de Bouxières-aux-Dames.
Blason de l'abbaye de Bouxières.